# La huida del Inca
La huida del Inca es una obra de teatro del escritor peruano y Premio Nobel de Literatura 2010 Mario Vargas Llosa. No ha sido publicada.
Fue escrita y dirigida por su autor cuando aún era muy joven, mientras cursaba el último año de enseñanza secundaria en el colegio San Miguel de Piura (Perú). Se estrenó en el Teatro Variedades de Piura en 1952 con motivo de la celebración de la Semana de Piura y se representó únicamente en dos ocasiones. El elenco de actores estaba constituido por sus propios compañeros de estudios.
En una entrevista realizada en 1984, Vargas Llosa confirmó la existencia de esta obra que escribió con 15 año. El propio autor ocultó su existencia considerándola un "pecado de juventud", por lo que para muchos estudiosos su primera obra teatral reconocida es La señorita de Tacna (1981).
Constaba de tres actos más prólogo y epílogo. La acción se desarrollaba en Tahuantinsuyo. Obtuvo el segundo premio de un concurso de obras de teatro organizado por el Ministerio de Educación de Perú en 1952.

## Obras teatrales de Mario Vargas Llosa
| Título                     | Fecha | Argumento                                                                           |  |
| -------------------------- | ----- | ----------------------------------------------------------------------------------- |  |
| La huida del Inca          | 1952  | Esta obra no está publicada.                                                        |  |
| La señorita de Tacna       | 1981  | Elvira se quedó soltera toda la vida, tras romper con su novio                      |  |
| Kathie y el hipopótamo     | 1983  | Kathie contrata a Santiago Zavala para que escriba un libro sobre sus viajes        |  |
| La Chunga                  | 1986  | La Chunga subió al dormitorio con Meche y nunca se supo nada más                    |  |
| El loco de los balcones    | 1993  | Aldo Brunelli está obsesionado por los balcones coloniales                          |  |
| Ojos bonitos, cuadros feos | 1996  | Un influyente crítico de arte hace que una joven caiga en la depresión              |  |
| Odiseo y Penélope          | 2007  | Adaptación de La Odisea de Homero                                                   |  |
| Al pie del Támesis         | 2008  | Chispas se encuentra después de 35 años con Raquelita, la hermana de su mejor amigo |  |
| Las mil y una noches       | 2009  | Basada en la serie de cuentos orientales Las mil y una noches                       |  |
| Los cuentos de la peste    | 2015  | Basada en el Decamerón, de Giovanni Boccaccio                                       |  |